# Station Seelze
Station Seelze (Seelze Personenbahnhof (Pbf)) is een spoorwegstation in de Duitse plaats Seelze in de deelstaat Nedersaksen. Het station ligt aan de spoorlijn Hannover - Minden.

## Indeling
Het station heeft twee eilandperrons met beide twee perronsporen, deze zijn deels overkapt. De perrons zijn te bereiken via een trap en lift vanaf een voetgangerstunnel, die alleen vanaf de straat Kantstraße toegankelijk is. Aan de voorzijde van het station is er een fietsenstalling, Parkeer en Reis-terrein, bushalte en taxistandplaats.

## Verbindingen
Het station is onderdeel van de S-Bahn van Hannover, die wordt geëxploiteerd door DB Regio Nord. De volgende treinseries doen het station Seelze aan:
| Serie | Treinsoort             | Route                                                                            | Bijzonderheden                     |
| ----- | ---------------------- | -------------------------------------------------------------------------------- | ---------------------------------- |
| S1    | S-Bahn (DB Regio Nord) | Minden (Westf) – Haste – Seelze – Hannover Hbf – Weetzen – Barsinghausen – Haste |                                    |
| S2    | S-Bahn (DB Regio Nord) | Nienburg (Weser) – Seelze – Hannover Hbf – Weetzen – Barsinghausen – Haste       | Zondags alleen Nienburg - Hannover |
| S51   | S-Bahn (DB Regio Nord) | Seelze – Hannover Hbf – Hannover Bismarckstraße – Hamelen                        | Alleen tijdens de spits            |

Hannover Hbf ·
Hannover-Nordstadt ·
Hannover-Leinhausen · 
Letter ·
Seelze ·
Dedensen/Gümmer ·
Wunstorf ·
Haste ·
Lindhorst ·
Stadthagen ·
Kirchhorsten ·
Bückeburg ·
Minden (Westf) ·
Porta Westfalica ·
Bad Oeynhausen ·
Löhne (Westf) ·
Hiddenhausen-Schweicheln ·
Herford ·
Brake ·
Bielefeld Hbf ·
Brackwede ·
Isselhorst-Avenwedde ·
Gütersloh Hbf ·
Rheda-Wiedenbrück ·
Oelde ·
Neubeckum ·
Ahlen (Westf) ·
Heessen ·
Hamm (Westf)